# Sabrina Licheri
Sabrina Licheri (Assemini, 4 giugno 1971) è una politica italiana.

## Biografia
Diplomata in ragioneria e perito commerciale, di professione è una consulente aziendale.

### Attività politica
Inizia la sua carriera politica nel 2013, anno in cui con il Movimento 5 Stelle viene eletta consigliere comunale nella sua città, diventando anche presidente del consiglio comunale. Nel 2018, invece, si candida alla carica di sindaco di Assemini e viene eletta. Il 27 giugno 2022 annuncia le sue dimissioni, dopo che cinque consiglieri comunali pentastellati hanno lasciato il partito.
Alle elezioni politiche del 2022 si candida al Senato della Repubblica nel collegio uninominale Sardegna 1 con il Movimento 5 Stelle e nella circoscrizione plurinominale, risultando eletta in quest'ultima.